# Генрих VI Старший
Генрих VI Жаганьский (Старший) (пол. Henryk VI żagański (Starszy), нем. Heinrich VI. von Glogau; ок. 1345 — 5 декабря 1393) — князь князь Жаганьский (1369-1393, до 1378 года вместе с братьями Генрихом VII Румпольдом и Генрихом VIII Врубелем),  в 1369-1378 совместно с братьями владел половиной Глогувского и Сцинавского княжеств.

## Биография
Представитель силезской линии польской династии Пястов. Старший сын Генриха V Железного (1312/1321 — 1369), князя Жаганьского (1342—1369), и Анны Мазовецкой (1324—1363), дочери князя Вацлава Плоцкого.
После смерти своего отца в 1369 году Генрих Старший первоначально правил вместе со своими младшими братьями, Генрихом VII Румпольдом (Средним) и Генрихом VIII Врубелем (Младшим) во всех владениях их отца. Жаганьское княжество, находившееся под властью трех князей, находилось в тяжелой финансовой ситуации. Для того, чтобы её улучшить, расходы сыновей Генриха Железного были сведены к минимуму. Каждый из них должен был получать из казны княжества по 150 пражских гривен и не мог владеть более чем 20 лошадьми. Ситуация усугублялась также в результате продолжающегося вмешательства чешского короля Карла IV во внутренние дела Силезских княжеств. В 1375 году по приказу короля силезские города Глогув, Зелёна-Гура и Сцинава были разделены на две части, королевскую и княжескую.
В 1376—1377 годах Генрих VI Старший находился в остром конфликте с жаганьским монастырем августинцев. Он, как и его отец, стремился за счет монастырских доходов пополнить княжескую казну. В 1378 году совместные владения братьев были разделены на три части. Генрих VI Старший получил во владение Жаганьское княжество. В состав его владений кроме собственно Жагани также вошли Кросно-Оджаньске, Новогруд-Бобжаньский и Свебодзин (Генрих Старший использовал титул пана Жагани и Любина). Генрих VII получил восточную часть с городами Глогув, Гура-Сленска, Сцинава и Бытом-Оджаньский (а на самом деле он владел только половиной этой территории, так как вторая часть с 1360 года принадлежала чешской короне). Генрих VII стал князем Глогувским и Сцинавским. Младший из братьев Генрих VIII Врубель получил города Кожухув, Зелёна-Гура, Шпротава, Слава-Силезская, Нове-Мястечко и Пшемкув и стал именоваться князем Кожуховским.
В 1383 году Генрих VI вместе с младшим братом Генрихом VII неудачно попытался восстановить свою власть над городом Всхова, который был занят поляками в правление Казимира Великого. После этого участие Генриха VI в политической жизни Силезии стало заметно меньшим.
Во время своего пребывания в Кросно-Оджаньске Генрих VI посвятил себя созерцанию и аскетизму. Он был единственным из сыновей Генриха V, который примирился с жаганьским монастырем.
Генрих VI скончался 5 декабря 1393 года во Влощове в Любинском повяте. Он был похоронен в костеле августинцев в Жагане. Его вдова Ядвига Легницкая (ум. 1 августа 1409) управляла Жаганьским княжеством до 1403 года, когда уступила его сыновьям Генриха VIII Врубеля, младшего брата Генриха VI.

## Брак
10 февраля 1372 года Генрих VI женился на Ядвиге Легницкой (ок. 1351—1409), единственной дочери князя Вацлава I Легницкого и Анны Цешинской. Этот брак не был удачным. После преждевременной смерти их единственной дочери (имя неизвестно) супруги стали жить раздельно. Ядвига осталась в Жагани, а Генрих Старший избрал своей резиденцией Кросно-Оджаньске. Несмотря на такие отношения, Генрих VI завещал Ядвиге свои владения.